# Bechdel test
Bechdel test, poznat i kao Bechdel-Wallace test ili Bechdel pravilo, je način mjerenja reprezentacije žena u djelima fikcije. Ime je dobio po američkoj crtačici stripova Alison Bechdel, u čijem se stripu Dykes to Watch Out For (Lezbijke kojih se treba paziti) iz 1985. godine test prvi put pojavljuje u razgovoru likova. Test se prvenstveno primjenjuje na film iako ga se može primijeniti na sve medije.

## Povijest
Bechdel kao inspiraciju navodi svoju prijateljicu Liz Wallace od koje tvrdi da je preuzela set kriterija za test. Međutim, sama kritika proizlazi iz eseja Virginije Wolf Vlastita Soba (eng. A Room of One's Own), objavljenog 1929. godine. U eseju Wolf kritizira odnose između ženskih likova u literaturi kao prejednostavne, pokušava se prisjetiti prikaza ženskih prijateljstava, ali osim eventualnih uloga žena kao majki i kćeri, pronalazi žene prikazane isključivo kroz njihovu relaciju s muškim likom.

## Kriteriji
Djelo fikcije zadovoljava Bechdel test ako zadovoljava tri jednostavna kriterija: 
1. Postoje barem dva ženska lika,
2. Koja međusobno razgovaraju,
3. O bilo čemu drugom osim o muškarcima.

Ako neko djelo zadovoljava navedene kriterije, to ga ne čini automatski feminističkim kao ni što ga nezadovoljanje ne čini mizoginim. Svrha testa je prikazati u kojoj količini su žene marginalizirane u popularnoj kulturi.

### Varijacije
Zbog jako niske ljestvice koju test postavlja, najčešće predloženi dodatni kriteriji uključuju i to da dva ženska lika moraju imati imena ili da razgovor među njima mora trajati barem 60 sekundi. 
Bechdel test nije i ne bi trebao biti jedina mjera po kojoj se ocjenjuje reprezentacija ženskih likova na filmu. Film Bitka za Pacifik, koji, iako ima žensku junakinju koja nosi radnju filma, ne prolazi Bechdel test bio je inspiracija za drugačiji set kriterija. Tako je nastao Mako Mori test nazvan po junakinji iz Bitke za Pacifik, koji bi se mogao koristiti uz Bechdel test. Test Mako Mori film može proći ako ima: 
1. barem jednu žensku junakinju
2. koja ima svoj narativni luk
3. i koja ne služi isključivo da podupre narativni luk nekog muškog lika.[5]